# Beachhandboll
Beachhandboll eller sandboll är en variant av handboll som förutom att den spelas i sand även har något annorlunda regler. Det kan dock förekomma skillnader av dessa regler i olika turneringar. 2002 bestämdes det om gemensamma internationella regler för beachhandboll.

## Regler för beachhandboll (urval)

### Spelplanen

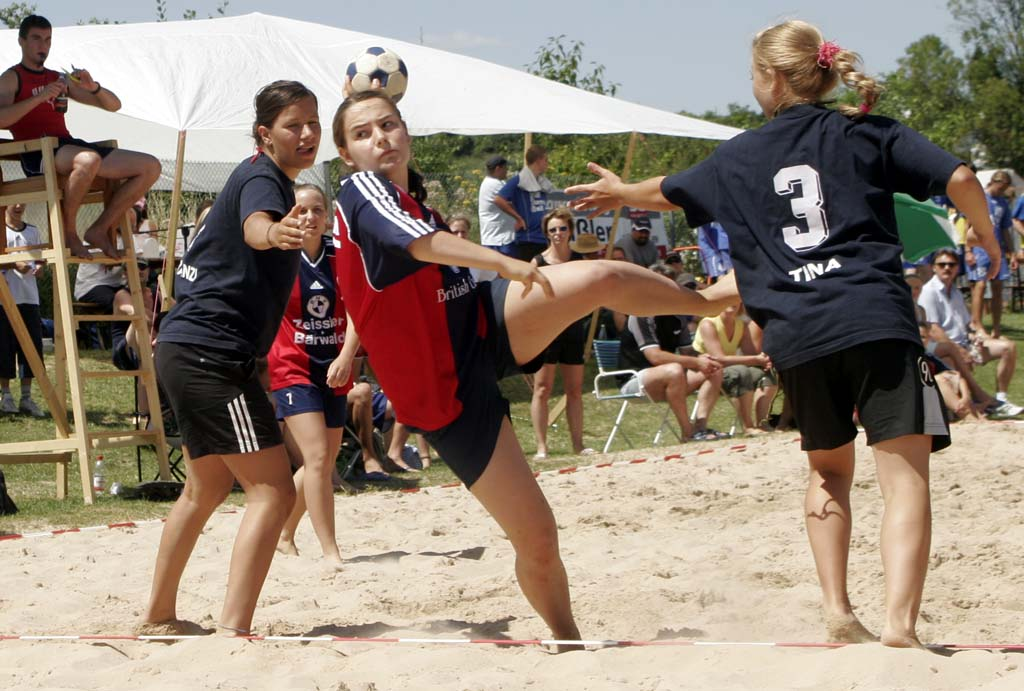
Beachhandboll

Spelplanen är en rektangel, 27m lång och 12m bred. Den består av ett spelområde och två målområden. Spelplanens underlag ska bestå av ett minst 40cm tjockt lager av sand. Runt spelplanen ska det finnas en säkerhetszon på 3m. Målen ska vara 3m breda och 2m höga.

### Speltid
Matchen består av två halvlekar som håller på i 10 minuter och med en halvtidspaus på högst 5 minuter. Vinnaren av varje halvlek tilldelas en poäng. Om halvleken inte gett en vinnare så använder man sig av "Golden goal". Om vardera laget vinner en halvlek var så använder man sig av "Shoot out" (En spelare mot målvakten).

### Laget
Ett lag kan i princip bestå av upp till 8 spelare. Minst 6 spelare måste vara närvarande när matchen börjar. Högst 4 spelare i varje lag (3 utespelare och 1 målvakt) får vara på spelplanen samtidigt. De återstående spelarna är avbytare.

### Poängräkning
Vanligt mål 1 poäng, spektakulära mål (snurr eller japan) 2 poäng, måste hoppa jämfota, mål av målvakt eller specialist (spelare som byter med målvakt i anfall) 2 poäng, straffmål 2 poäng.

### Så spelas bollen
Använd händerna. Rulla eller lägg ner bollen i max tre sekunder (räknas på samma sätt som en studs). Det är tillåtet att slänga sig efter bollen, även om bollen ligger i målgården.

## Beachhandboll i Sverige
1999 och 2000 avgjordes svenska mästerskapet vid Åhus Beachhandboll Festival i nordöstra Skåne. Sedan 2010 avgörs SM vid turneringen OV Beachhandboll i Helsingborg varje år. Följande föreningar har blivit svenska mästare i beachhandboll:

### Damer
- 1999: Eslövs IK
- 2000: Eslövs IK
- 2001: Eslövs IK
- 2002: HF Eslövstjejerna
- 2003: HF Eslövstjejerna
- 2004–2009 Ingen tävling genomfördes
- 2010: Eslövs IK
- 2011: H43/Lundagård
- 2012: HK Helsingborg[a]
- 2013: OV Helsingborg
- 2014: OV Helsingborg
- 2015: Skövde HF[b]
- 2016: Torslanda HK
- 2017: Kristianstad HK
- 2018: Göteborgs BHC
- 2019: Göteborgs BHC
- 2020: Ingen tävling genomfördes[c]
- 2021: Ingen tävling genomfördes[c]
- 2022: Göteborgs BHC
- 2023: Göteborgs BHC

### Herrar
- 1999: Lunds AI
- 2000: HK Drott
- 2001: Lunds AI
- 2002: Lunds AI
- 2003: H43 Lund
- 2004–2009 Ingen tävling genomfördes
- 2010: Hisingens HK[d]
- 2011: Rimbo HK[e]
- 2012: Hisingens HK[d]
- 2013: HK Drott
- 2014: Torslanda HK[d]
- 2015: Torslanda HK[d]
- 2016: Torslanda HK[d]
- 2017: Kävlinge HK
- 2018: Göteborgs BHC
- 2019: Göteborgs BHC
- 2020: Ingen tävling genomfördes[c]
- 2021: Ingen tävling genomfördes[c]
- 2022: Lunds BHC
- 2023: Göteborgs BHC

## Internationella turneringar
Världsmästerskapet (VM) arrangeras sedan 2004 för både damer och herrar. Mest framgångsrika nation på både dam- och herrsidan är Brasilien (dam: 3 VM-guld, herr: 5 VM-guld).

### Champions cup
Det är en turnering som spelas varje år i månadsskiftet oktober och november. Det är beachhandbollens motsvarighet till fotbollens Uefa Champions League. Den första upplagan av Champions cup hölls 2014. 
Spelplats är på den spanska ön Gran Canaria.
Turneringen anordnas av European Handball Federation (EHF).

#### Deltagarinfo
Det är 12 lag som gör upp om mästartiteln, i både herr- och damklassen. De som får lov att delta i Champions cup är först och främst vinnarna i respektive nationella beachhandbolls liga/mästerskap. Om mästarlaget av någon anledning inte skulle kunna ställa upp ges möjligheten ut till 2:an eller 3:an. Mästarlaget från fjolårets Champions cup är också kvalificerade.

#### Svenskt deltagande
Åren 2015 och 2016 har Torslanda HK från Göteborg deltagit i Champions cup i herrklassen. Under turneringen 2015 spelade laget under namnet Team Sweden. 2015 tog de sig hela vägen till final men förlorade mot det ryska laget Ekaterinodar Krasnodar. Sedan hamnade Torslanda på en 5:e plats 2016. Än så länge har inget svenskt lag deltagit i damklassen. 

##### Vinnare herrar
- 2014:  Ekaterinodar Krasnodar
- 2015:  Ekaterinodar Krasnodar
- 2016:  Club BM Playa de Málaga
- 2017:  Ekaterinodar Krasnodar
- 2018:  Detono Zagreb
- 2019:  Pinturas Andalucía BM Playa Sevilla
- 2020: Inställt på grund av covid-19-pandemin
- 2021:  CBMP Ciudad de Malaga
- 2022:  BHT Petra Plock
- 2023:  Rødby Beach Boys

##### Vinnare damer
- 2014:  Skrim Kongsberg
- 2015:  Mulitchem Szentendrei
- 2016:  Deporte y Emprese Clínicas Rincón
- 2017:  C.BM Playa Algeciras
- 2018:  Multichem-Szentendrei N.K.E.
- 2019:  Taberna El Panduro A M Team Almeria
- 2020: Inställt på grund av covid-19-pandemin
- 2021:  GRD Leça
- 2022:  OVB Beach Girls
- 2023:  The Danish Beachhandball Dream